# Franz Sales
Franz Sales (Arxiducat d'Àustria, 1550 - 1599) fou un compositor del Renaixement. Va ser mestre de capella de la princesa austríaca Magdalena de Hall l'any 1589 i després cantor de la Capella Imperial de Praga el 1593. Compongué un llibre de misses a 5 i 6 veus (1586); un de motets a 5 i 6; tres d'introits, al·leluies i comunions a 5 i 6 veus (1594-96); una missa (1597); Salutationes B. M. V. de 4 a 8 (1598); Dialogissimus 8 v. de amore Christi sponsi (1598), i Canzonette, Vilanelle et Neapolitane, per cantar' et sonare con il liuto et altri simili istromenti [...] a 3 veus (Georgius Nigrinus, Praga, 1598).